# Leopoldo Galtieri

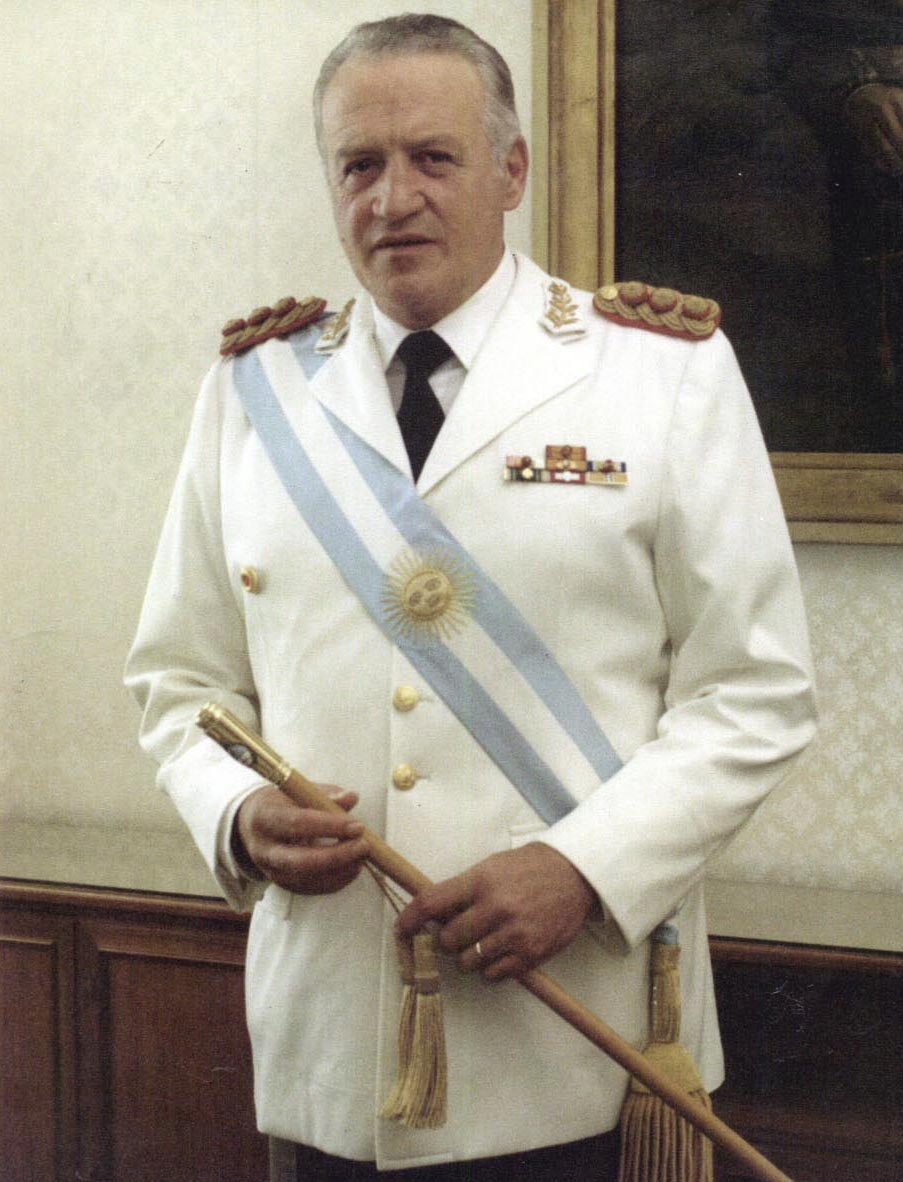
Offizielles Präsidentenfoto von Leopoldo Galtieri (1981)

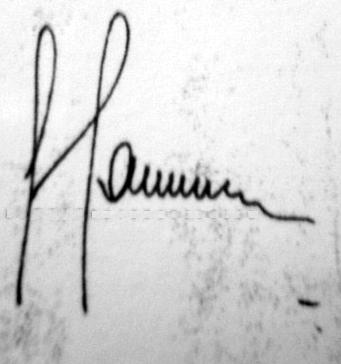
Unterschrift Galtieris

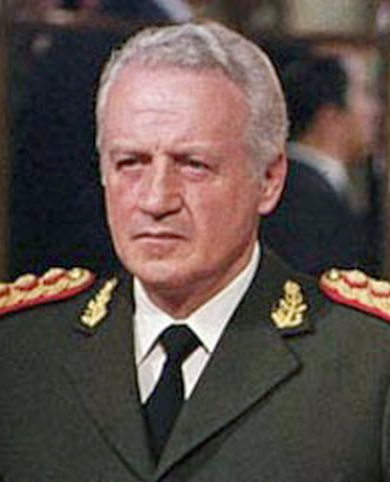
Leopoldo Galtieri (1981)

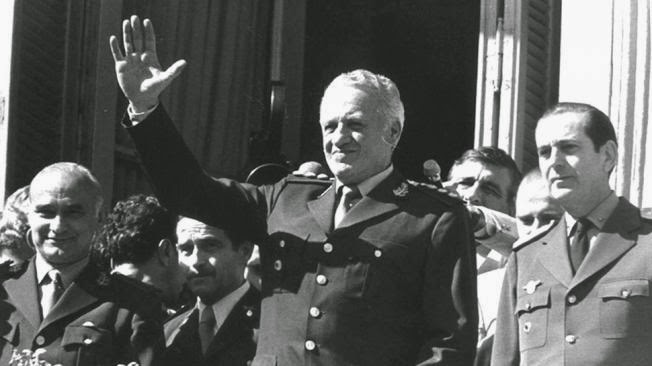
Galtieri spricht zu einer Menschenmenge auf dem Balkon der Casa Rosada (1982)

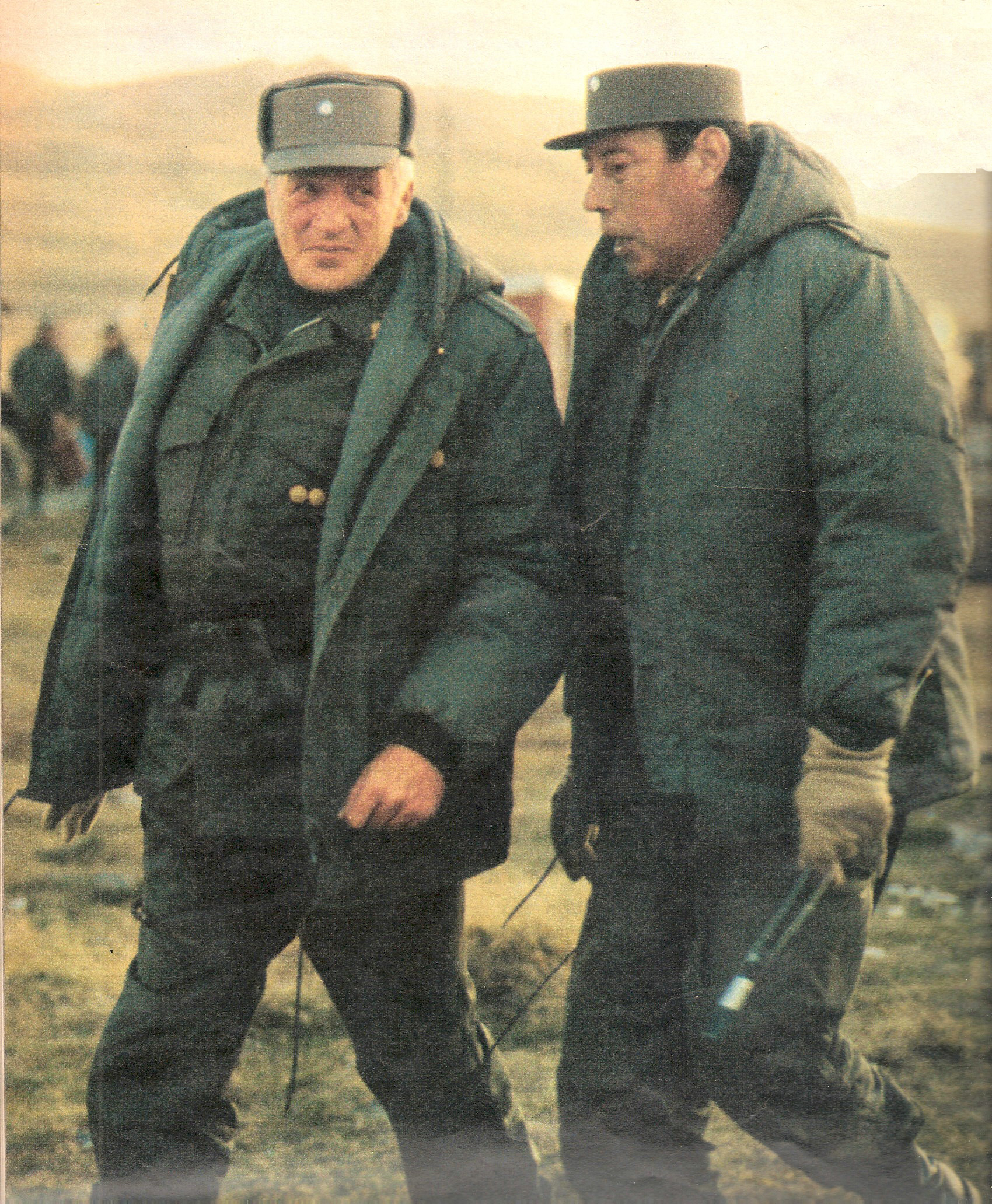
Leopoldo Galtieri beim Besuch der Islas Malvinas (1982) mit Mario Menéndez

Leopoldo Fortunato Galtieri Castelli (* 15. Juli 1926 in Caseros, Provinz Buenos Aires; † 12. Januar 2003 in Buenos Aires) war in den Jahren 1976 bis 1983 ein hohes Mitglied der Militärregierung Argentiniens und de facto vom 22. Dezember 1981 bis zum 18. Juni 1982 – und damit während des Falklandkriegs – Präsident des Landes. Das Batallón de Inteligencia 601, eine Einheit, der Morde und schwerste Menschenrechtsverletzungen vor allem gegen linke Gegner vorgeworfen wurden, unterstand ihm direkt.

## Leben
Galtieri war Nachfahre italienischer Einwanderer und entschied sich 1942 nach seinem Schulabschluss, den Soldatenberuf zu erlernen. 1945 verließ er als Unterleutnant im Heeresingenieurkorps die Militärschule. Später erhielt er eine weitere Ausbildung an der Ingenieuroffiziersschule in Concepción und nahm 1949 nochmals an einer Basisausbildung im Ingenieurwesen in der amerikanischen Kanalzone in Panama teil.
1957 kam Galtieri zum Generalstab des Heeres, er absolvierte 1960 in den USA einen weiteren Kurs und wurde anschließend in die Inspektion der Ingenieurtruppe versetzt. 1962 wechselte er in den Stab der 2. Infanterie-Division und wurde gleichzeitig zum Professor an der Kriegsakademie ernannt. In dieser Funktion wirkte er bis 1964 und ging dann als stellvertretender Direktor an die Ingenieurschule in Concepción del Uruguay (Argentinien). Ende 1967 wurde er zum Oberst befördert und übernahm 1968 eine Baueinheit in der Provinz Santa Fe.
1970 rückte er zum stellvertretenden Kommandeur der Ingenieurtruppe auf, zwei Jahre später übernahm er als Brigadegeneral den Befehl über die Infanterie-Brigade IX. Daraufhin hatte er weitere militärische Kommandos inne.

### Militärdiktatur 1976 bis 1983
Er unterstützte aktiv den Militärputsch vom 24. März 1976 durch General Jorge Rafael Videla und war ab diesem Zeitpunkt in führenden Positionen der Militärjunta tätig bis zum aktiven Heereschef. Nachdem Videlas Nachfolger in der Junta, Roberto Viola, zaghaft eine Demokratisierung einleiten wollte, setzte sich Galtieri für dessen Abberufung ein. Ende 1981 wurde er De-Facto-Präsident Argentiniens, obwohl er als aktiver Soldat (Heereschef) laut den Statuten der Junta kein Regierungsamt hätte übernehmen dürfen. Durch die damals instabile Wirtschaftslage hoffte die Junta durch einen außenpolitischen Erfolg ihre Macht stabilisieren zu können. Er war einer der meistgehassten Generäle der Militärdiktatur.
Daher war er die treibende Kraft hinter der Invasion der von Argentinien beanspruchten Falklandinseln (Islas Malvinas) Anfang April 1982, welche zum Falklandkrieg zwischen Argentinien und Großbritannien führte. Er schickte aus Angst vor einer potentiellen Bedrohung der argentinischen Südgrenze durch Chile vor allem junge Soldaten und Wehrpflichtige aus dem klimatisch warmen Norden zur Eroberung und weiteren Verteidigung der Inseln. Diese Truppen waren aber nicht richtig ausgerüstet für das nass-kalte Klima auf den Inseln. Nichtsdestotrotz schien sein Kalkül aufzugehen, denn am 10. April 1982 feierten zehntausende Menschen Galtieri für die Rückholung der Islas Malvinas auf der Plaza de Mayo und seine Beliebtheit stieg sprunghaft an. Ende April 1982 besuchte er persönlich die Truppen auf den Islas Malvinas.
Die britische Premierministerin Margaret Thatcher, die ebenfalls in einem Umfragetief mit ihrer Regierung steckte, gab nicht klein bei und sandte eine gewaltige Flotte samt Flugzeugträgern und Invasionsschiffen in den Südatlantik zur Rückeroberung der Inseln. Die Hauptstadt der Falklandinseln, Stanley, die zwischenzeitlich von den Argentiniern in Puerto Argentino umbenannt worden war, wurde im Juni 1982 von den Briten zurückerobert, was die argentinische Niederlage endgültig besiegelte. Am 14. Juni 1982 räumte der angetrunkene General mit schleppender Stimme die Niederlage im Fernsehen ein, seither zeichneten Argentiniens Karikaturisten ihn meistens mit einem Whiskeyglas in der Hand.
Innerhalb weniger Tage wurde Galtieri entmachtet. Ende 1983 wurde er verhaftet und vor einem Militärgericht wegen Menschenrechtsverletzungen (gegenüber der in den Krieg entsandten Soldaten) und Missmanagements während des Falklandkrieges angeklagt. Der Untersuchungsbericht des argentinischen Militärs wurde nach dem untersuchenden General Rattenbach benannt. Der Rattenbach-Bericht empfahl, Galtieri alle militärischen Ränge abzuerkennen und ihn erschießen zu lassen. Im Zuge der Redemokratisierung Argentiniens kam es zu keinem rechtskräftigen Urteil.

### Nach der Militärdiktatur
1985 wurde er im Verfahren gegen die Juntas vor einem zivilen Gericht angeklagt, jedoch freigesprochen, da sich das Verfahren auf den systematischen Aufbau der Staatsterrors zu Beginn der Militärdiktatur fokussierte und Galtieri keine unmittelbare persönliche Involvierung nachweisen konnte. 1986 wurde er wegen seines Missmanagements während des Falklandkriegs erneut vor Gericht gestellt und zu einer 12-jährigen Haftstrafe verurteilt.
1989 wurde er nach nur vier Jahren Luxushaft hinter Kasernenmauern mit Tennisplatz und Schwimmbad zusammen mit 39 weiteren Offizieren, die wegen Verbrechen während der Diktatur verurteilt worden waren, von Präsident Carlos Menem begnadigt.
Nach Menems Ausscheiden als Präsident 1998 wurden die Verfahren gegen Militärs wieder eröffnet und Galtieri unter Hausarrest gestellt. Unter anderem wegen der argentinischen Wirtschaftskrise dauerte es bis zum Juli 2002 bis weitere zivilrechtliche Anklagen erhoben wurden, die sich auf die Entführung von Kindern und das Verschwinden von 18 Sympathisanten der Linken in den späten 1970er Jahren (als Galtieri Kommandeur des Zweiten Armeekorps war) sowie auf das Verschwinden oder den Tod von drei spanischen Staatsbürgern etwa zur gleichen Zeit bezogen. Galtieri wurde zusammen mit 28 anderen Beamten angeklagt, durfte aber aufgrund seines schlechten Gesundheitszustands (Bauchspeicheldrüsenkrebs) zu Hause bleiben. Galtieri starb am 12. Januar 2003 in Buenos Aires nach langem Leiden an Bauchspeicheldrüsenkrebs.

## Privatleben
Galtieri war mit Lucia Noei Gentile verheiratet und hatte mit ihr einen Sohn und zwei Töchter. Er wurde als eitel eingeschätzt.